# Stanground North
Stanground North – były civil parish w Anglii, w Cambridgeshire, w dystrykcie (unitary authority) Peterborough. W 2001 civil parish liczyła 0 mieszkańców.